# Micropsyrassa bimaculata
Micropsyrassa bimaculata är en skalbaggsart som först beskrevs av Bates 1872.  Micropsyrassa bimaculata ingår i släktet Micropsyrassa och familjen långhorningar.
Artens utbredningsområde är:
- Costa Rica.
- Honduras.
- Nicaragua.

Inga underarter finns listade i Catalogue of Life.